# Томас Баттерсбі
Томас Баттерсбі (англ. Sydney Battersby, 18 листопада 1887 — 3 вересня 1974) — британський плавець.
Призер Олімпійських Ігор 1908, 1912 років.